# 후지와라노 고레치카
후지와라노 코레치카 (일본어: 藤原 伊周 ふじわらの これちか[*])는 헤이안 시대 중기의 공경이다. 후지와라 북가, 섭정 관백 내대신 후지와라노 미치타카의 적3남이다. 최고 관위는 정2위 내대신이다.
조토쿠의 변에 의해 관직을 빼앗기고, 좌천된 후, 제 1황자 아츠야스 친왕의 백부라는 이유로 본래의 직위를 돌려받았다. 간코 연간에 칙명을 받아 준대신 (조정 회의에 참가할 때의 위치는 대신 아래, 다이나곤 위)의 초례를 만들어 자신의 이름이 유래한 주공 단이 줄을 선 삼공에 준한다는 뜻을 담아 고대 중국의 관직명 의동삼사 (기도우산시)를 자칭했다.

## 가계
- 아버지 : 후지와라노 미치타카
- 어머니 : 타카시나노 키시/타카코 - 타카시나노 나리타다의 딸. 나이시노죠. 오구라 백인일수에서는 코레치카의 통칭에서 기도우산시노하하(儀同三司母)로 불린다.
- 아내 : 미나모토노 시게미츠의 딸
  - 장남 : 후지와라노 미치마사 (992년 - 1054년)
  - 장녀 : 후지와라노 요리무네의 아내 (? - 1034년)
  - 차녀 : 후지와라노 슈시/치카코(周子)[2] (소치덴노오카타(帥殿の御方)) - 중궁 후지와라노 쇼시/아키코의 뇨보. 후지와라노 요시요리의 아내, 후에는 후지와라노 요시노부의 아내가 됨\
- 아내 : 미나모토노 토시아키의 딸
  - 아들 : 후지와라노 아키나가
- 아내 : 후지와라노 타메미츠의 딸 (신덴노우에)

다음은 일부 족보에 기재되어 있으나, 후세의 가짜로 추가 된 것으로 여겨지고 있다.
- 아내 : 이세노타이후 (오오나카토미노 스케치카의 딸) - 후지와라노 쇼시/아키코의 뇨보 (이세노타이후는 타카시나노 나리노부와 결혼한 것으로 되어있다)
  - 아들 : 후지와라노 타다치카 - 오오모리씨ㆍ카츠라야마씨의 선조[4]
- 아내 : 아리미치씨
  - 아들 : 아리미치 코레유키 (? - 1069년) - 코다마씨 선조[5]

## 관련작품

### 영화
- 겐지모노가타리 천년의 수수께끼 (2011년, 토호) - 배우 사토 유우키

### 드라마
- 빛나는 그대에게 (2024년, NHK대하드라마) - 배우 미우라 쇼헤이

### 내용주
1. ↑  『권기』는 29일, 『소기목록』에는 30일이라 쓰여있다.

### 참조주
1. ↑  『일본기략』『공경보임』『존비분맥』에 의함[주석 1].
2. ↑  『미도 관백기(御堂関白記)』 간닌 2년 10월 22일조
3. ↑  오오타 아키라 『성씨가계대사전(姓氏家系大辞典)』 카도카와 서점. 1963년 등에 의함.
4. ↑  『오오모리카츠라야마 계도(大森葛山系図)』에 의함
5. ↑  『무사시시치도 계도(武蔵七党系図)』에 의함

## 참고문헌
- 쿠라모토 카즈히로 (2000). 〈藤原伊周の栄光と没落〉. 《摂関政治と王朝貴族》. 요시카와 홍문관. ISBN 4-642-02349-6.
- 쿠라모토 카즈히로 (2017). 《藤原伊周・隆家》. 미네르바 서방. ISBN 978-4-623-07848-6.
- 키타야마 시게오 (1970). 《藤原道長》. 이와나미 서점. ISBN 4-00-413096-4.
- 시모타마리 유리코 (1986). 〈世尊寺の花見〉. 《枕草子周辺論》. 카사마 서원. 443–674쪽.